# Eleições europeias de 2019 em Barcelos

## Resultados Oficiais
| Partido                 | Partido                          | Votos   | %               | +/-  |
| ----------------------- | -------------------------------- | ------- | --------------- | ---- |
|                         | Partido Social Democrata         | 13 745  | 32,63 / 100,00  | -    |
|                         | Partido Socialista               | 12 621  | 29,96 / 100,00  | 1,03 |
|                         | Bloco de Esquerda                | 2 965   | 7,04 / 100,00   | 3,85 |
|                         | CDS – Partido Popular            | 2 776   | 6,59 / 100,00   | -    |
|                         | Pessoas–Animais–Natureza         | 1 436   | 3,41 / 100,00   | 2,45 |
|                         | Coligação Democrática Unitária   | 954     | 2,26 / 100,00   | 2,59 |
|                         | Movimento Alternativa Socialista | 649     | 1,54 / 100,00   | 1,03 |
|                         | LIVRE                            | 444     | 1,05 / 100,00   | 0,29 |
|                         | Outros (com menos de 1,00%)      | 2 211   | 5,25 / 100,00   |      |
| Votos Inválidos         | Votos Inválidos                  | 4 319   | 10,25 / 100,00  | 2,42 |
| Total                   | Total                            | 42 120  | 100,00 / 100,00 |      |
| Eleitorado/Participação | Eleitorado/Participação          | 106 357 | 39,60 / 100,00  | 0,46 |

## Resultados por Freguesia
Os resultados seguintes referem-se aos partidos que obtiveram mais de 1,00% dos votos:
| Freguesia                                           | %     | %     | %     | %     | %    | %    | %    | %    | Votantes |
| Freguesia                                           | PSD   | PS    | BE    | CDS   | PAN  | CDU  | MAS  | L    | Votantes |
| --------------------------------------------------- | ----- | ----- | ----- | ----- | ---- | ---- | ---- | ---- | -------- |
| Abade de Neiva                                      | 29,29 | 29,29 | 8,97  | 5,54  | 4,09 | 1,58 | 2,37 | 1,58 | 758      |
| Aborim                                              | 13,44 | 41,11 | 9,09  | 5,14  | 4,35 | 0,79 | 1,19 | 1,19 | 253      |
| Adães                                               | 24,38 | 36,88 | 7,19  | 6,88  | 2,50 | 2,50 | 0,94 | 1,25 | 320      |
| Airó                                                | 35,19 | 34,43 | 6,08  | 4,81  | 2,28 | 1,27 | 0,51 | 1,01 | 395      |
| Aldreu                                              | 21,13 | 44,85 | 5,67  | 4,64  | 3,61 | 1,55 | 1,03 | 1,03 | 194      |
| Alheira e Igreja Nova                               | 50,10 | 21,84 | 2,81  | 4,21  | 1,20 | 0,80 | 0,20 | 0,60 | 499      |
| Alvelos                                             | 38,30 | 34,31 | 5,85  | 3,72  | 2,39 | 1,60 | 1,46 | 0,66 | 752      |
| Alvito e Couto                                      | 42,32 | 20,60 | 8,61  | 5,81  | 1,69 | 1,12 | 0,19 | 1,12 | 534      |
| Arcozelo                                            | 17,53 | 36,08 | 11,70 | 3,92  | 4,52 | 5,13 | 5,29 | 1,19 | 4 290    |
| Areias                                              | 35,52 | 25,68 | 7,38  | 8,47  | 2,46 | 1,37 | 0    | 0,55 | 366      |
| Areias de Vilar e Encourados                        | 37,01 | 28,93 | 4,82  | 10,58 | 3,73 | 2,33 | 0,93 | 0,78 | 643      |
| Balugães                                            | 37,31 | 25,97 | 7,46  | 6,57  | 4,48 | 1,79 | 0,30 | 0,30 | 335      |
| Barcelinhos                                         | 26,96 | 32,12 | 8,66  | 6,98  | 4,61 | 3,77 | 2,23 | 1,40 | 716      |
| Barcelos, Vila Boa e Vila Frescainha                | 23,50 | 34,31 | 11,64 | 5,34  | 4,42 | 3,81 | 2,67 | 1,48 | 4 459    |
| Barqueiros                                          | 40,82 | 33,40 | 3,52  | 6,05  | 3,71 | 2,34 | 0,59 | 0    | 512      |
| Cambeses                                            | 19,70 | 48,48 | 6,71  | 4,76  | 3,68 | 3,68 | 0    | 1,08 | 462      |
| Campo e Tamel                                       | 39,50 | 24,56 | 2,31  | 6,94  | 3,38 | 1,07 | 1,07 | 0,53 | 562      |
| Carapeços                                           | 36,68 | 28,10 | 4,35  | 4,49  | 4,22 | 1,72 | 1,06 | 2,77 | 758      |
| Carreira e Fonte Coberta                            | 28,57 | 39,39 | 4,62  | 5,92  | 2,31 | 2,45 | 1,01 | 1,01 | 693      |
| Carvalhal                                           | 34,83 | 33,93 | 4,85  | 7,72  | 1,62 | 1,08 | 1,26 | 0,72 | 557      |
| Carvalhas                                           | 50,19 | 25,67 | 3,83  | 4,98  | 3,45 | 1,53 | 3,45 | 0,77 | 261      |
| Chorente, Goios, Courel, Pedra Furada e Gueral      | 49,00 | 20,86 | 4,21  | 9,06  | 2,32 | 0,63 | 0,42 | 0,84 | 949      |
| Cossourado                                          | 29,92 | 27,56 | 5,91  | 15,75 | 3,15 | 0    | 0,39 | 1,97 | 254      |
| Creixomil e Mariz                                   | 26,50 | 31,76 | 5,08  | 10,34 | 3,63 | 1,81 | 1,63 | 0,73 | 551      |
| Cristelo                                            | 40,47 | 23,34 | 7,28  | 11,35 | 3,21 | 1,50 | 0,86 | 0,43 | 467      |
| Durrães e Tregosa                                   | 31,76 | 34,40 | 6,62  | 5,10  | 2,46 | 3,02 | 0,57 | 0,19 | 529      |
| Fornelos                                            | 40,33 | 19,34 | 1,23  | 20,16 | 1,65 | 0    | 0,41 | 0    | 243      |
| Fragoso                                             | 35,50 | 33,47 | 7,71  | 4,46  | 1,62 | 2,03 | 0,41 | 0,81 | 493      |
| Galegos (Santa Maria)                               | 42,78 | 24,32 | 5,95  | 5,34  | 4,20 | 0,96 | 1,49 | 0,79 | 1 143    |
| Galegos (São Martinho)                              | 38,69 | 25,91 | 7,85  | 5,29  | 3,10 | 0,91 | 0,36 | 1,28 | 548      |
| Gamil e Midões                                      | 27,32 | 34,29 | 11,61 | 5,18  | 3,57 | 0,89 | 1,07 | 1,25 | 560      |
| Gilmonde                                            | 40,20 | 25,25 | 5,15  | 5,15  | 3,16 | 1,66 | 0,83 | 0,50 | 602      |
| Lama                                                | 41,67 | 20,50 | 4,95  | 10,59 | 3,83 | 1,35 | 1,13 | 1,13 | 444      |
| Lijó                                                | 35,80 | 25,87 | 6,12  | 7,04  | 4,85 | 1,50 | 0,58 | 1,50 | 866      |
| Macieira de Rates                                   | 51,44 | 10,94 | 2,60  | 18,06 | 1,09 | 0,96 | 0,68 | 0,96 | 731      |
| Manhente                                            | 35,44 | 25,18 | 7,31  | 4,36  | 2,53 | 1,83 | 1,83 | 1,41 | 711      |
| Martim                                              | 36,26 | 31,73 | 5,26  | 4,09  | 4,53 | 3,07 | 0,73 | 1,02 | 684      |
| Milhazes, Vilar de Figos e Faria                    | 40,91 | 21,14 | 6,06  | 10,75 | 3,09 | 1,36 | 1,24 | 1,24 | 809      |
| Moure                                               | 33,44 | 30,65 | 2,17  | 5,88  | 2,17 | 4,02 | 1,24 | 1,86 | 323      |
| Negreiros e Chavão                                  | 57,30 | 12,57 | 3,08  | 9,37  | 1,30 | 1,19 | 0,59 | 0,12 | 843      |
| Oliveira                                            | 34,33 | 25,61 | 5,72  | 9,54  | 3,54 | 0,82 | 1,36 | 0,27 | 367      |
| Palme                                               | 47,52 | 23,55 | 5,37  | 8,26  | 2,89 | 0    | 0,83 | 0    | 242      |
| Panque                                              | 48,02 | 17,82 | 5,94  | 5,45  | 2,48 | 2,97 | 0    | 0    | 202      |
| Paradela                                            | 46,61 | 26,69 | 4,66  | 7,20  | 2,54 | 0    | 0    | 0,85 | 236      |
| Pereira                                             | 34,60 | 33,15 | 5,80  | 7,61  | 1,63 | 0,91 | 1,27 | 1,63 | 552      |
| Perelhal                                            | 14,44 | 14,29 | 2,89  | 2,58  | 1,22 | 0,91 | 0,30 | 0,61 | 658      |
| Pousa                                               | 31,02 | 32,58 | 5,38  | 6,66  | 7,93 | 1,70 | 0,57 | 1,13 | 706      |
| Quintiães e Aguiar                                  | 38,44 | 22,60 | 6,23  | 9,09  | 5,71 | 1,56 | 0,26 | 0    | 385      |
| Remelhe                                             | 36,44 | 19,28 | 5,72  | 13,56 | 1,91 | 2,97 | 0,85 | 1,06 | 472      |
| Rio Covo (Santa Eugénia)                            | 26,70 | 33,89 | 8,84  | 4,42  | 4,60 | 3,31 | 0,92 | 0,37 | 543      |
| Roriz                                               | 46,24 | 20,57 | 3,83  | 8,37  | 2,13 | 1,28 | 1,42 | 1,28 | 705      |
| Sequeade e Bastuço                                  | 27,77 | 38,18 | 4,46  | 6,78  | 2,98 | 2,98 | 0,17 | 1,16 | 605      |
| Silva                                               | 24,71 | 42,19 | 7,23  | 3,96  | 4,20 | 2,33 | 1,17 | 1,40 | 429      |
| Silveiros e Rio Covo (Santa Eulália)                | 31,81 | 34,38 | 5,01  | 6,02  | 3,58 | 2,15 | 1,29 | 1,29 | 698      |
| Tamel (Santa Leocádia) e Vilar do Monte             | 33,41 | 27,23 | 5,49  | 4,35  | 3,43 | 2,29 | 1,37 | 0,46 | 437      |
| Tamel (São Veríssimo)                               | 25,28 | 39,67 | 12,64 | 3,91  | 2,88 | 2,16 | 1,75 | 0,92 | 973      |
| Ucha                                                | 32,82 | 35,31 | 3,63  | 5,15  | 2,10 | 2,29 | 0,19 | 0,19 | 524      |
| Várzea                                              | 25,86 | 42,59 | 5,00  | 5,69  | 4,14 | 2,24 | 0,69 | 0,69 | 580      |
| Viatodos, Grimancelos, Minhotães e Monte de Fralães | 35,54 | 31,89 | 6,69  | 9,39  | 2,84 | 1,28 | 0,20 | 0,88 | 1 480    |
| Vila Cova e Feitos                                  | 35,53 | 28,11 | 3,95  | 7,66  | 2,87 | 1,56 | 1,08 | 1,20 | 836      |
| Vila Seca                                           | 41,57 | 21,38 | 6,18  | 7,60  | 2,61 | 0    | 1,43 | 2,38 | 421      |
| Barcelos                                            | 32,63 | 29,96 | 7,04  | 6,59  | 3,41 | 2,26 | 1,54 | 1,05 | 42 120   |

#### Abade de Neiva
| Partido                 | Partido                          | Votos | %               | +/-  |
| ----------------------- | -------------------------------- | ----- | --------------- | ---- |
|                         | Partido Social Democrata         | 222   | 29,29 / 100,00  | -    |
|                         | Partido Socialista               | 222   | 29,29 / 100,00  | 0,08 |
|                         | Bloco de Esquerda                | 68    | 8,97 / 100,00   | 7,01 |
|                         | CDS – Partido Popular            | 42    | 5,54 / 100,00   | -    |
|                         | Pessoas–Animais–Natureza         | 31    | 4,09 / 100,00   | 3,11 |
|                         | Movimento Alternativa Socialista | 18    | 2,37 / 100,00   | 0,83 |
|                         | Aliança                          | 15    | 1,98 / 100,00   | Novo |
|                         | Coligação Democrática Unitária   | 12    | 1,58 / 100,00   | 2,20 |
|                         | LIVRE                            | 12    | 1,58 / 100,00   | 1,22 |
|                         | Basta!                           | 10    | 1,32 / 100,00   | 0,20 |
|                         | Nós, Cidadãos!                   | 10    | 1,32 / 100,00   | Novo |
|                         | Outros (com menos de 1,00%)      | 27    | 3,56 / 100,00   |      |
| Votos Inválidos         | Votos Inválidos                  | 69    | 9,10 / 100,00   | 1,96 |
| Total                   | Total                            | 758   | 100,00 / 100,00 |      |
| Eleitorado/Participação | Eleitorado/Participação          | 1 765 | 42,95 / 100,00  | 1,81 |

#### Aborim
| Partido                 | Partido                                         | Votos | %               | +/-     |
| ----------------------- | ----------------------------------------------- | ----- | --------------- | ------- |
|                         | Partido Socialista                              | 104   | 41,11 / 100,00  | 0,75    |
|                         | Partido Social Democrata                        | 34    | 13,44 / 100,00  | -       |
|                         | Bloco de Esquerda                               | 23    | 9,09 / 100,00   | 6,42    |
|                         | CDS – Partido Popular                           | 13    | 5,14 / 100,00   | -       |
|                         | Pessoas–Animais–Natureza                        | 11    | 4,35 / 100,00   | 3,76    |
|                         | Partido Democrático Republicano                 | 6     | 2,37 / 100,00   | Novo    |
|                         | Aliança                                         | 4     | 1,58 / 100,00   | Novo    |
|                         | Partido Comunista dos Trabalhadores Portugueses | 4     | 1,58 / 100,00   | 1,09    |
|                         | Movimento Alternativa Socialista                | 3     | 1,19 / 100,00   | 1,19    |
|                         | LIVRE                                           | 3     | 1,19 / 100,00   | 0,89    |
|                         | Basta!                                          | 3     | 1,19 / 100,00   | Estável |
|                         | Nós, Cidadãos!                                  | 3     | 1,19 / 100,00   | Novo    |
|                         | Outros (com menos de 1,00%)                     | 2     | 0,79 / 100,00   |         |
| Votos Inválidos         | Votos Inválidos                                 | 40    | 15,81 / 100,00  | 5,13    |
| Total                   | Total                                           | 253   | 100,00 / 100,00 |         |
| Eleitorado/Participação | Eleitorado/Participação                         | 758   | 33,38 / 100,00  | 8,33    |

#### Adães
| Partido                 | Partido                         | Votos | %               | +/-  |
| ----------------------- | ------------------------------- | ----- | --------------- | ---- |
|                         | Partido Socialista              | 118   | 36,88 / 100,00  | 1,75 |
|                         | Partido Social Democrata        | 78    | 24,38 / 100,00  | -    |
|                         | Bloco de Esquerda               | 23    | 7,19 / 100,00   | 4,30 |
|                         | CDS – Partido Popular           | 22    | 6,88 / 100,00   | -    |
|                         | Pessoas–Animais–Natureza        | 8     | 2,50 / 100,00   | 1,42 |
|                         | Coligação Democrática Unitária  | 8     | 2,50 / 100,00   | 1,47 |
|                         | Basta!                          | 8     | 2,50 / 100,00   | 1,42 |
|                         | Partido Democrático Republicano | 7     | 2,19 / 100,00   | Novo |
|                         | LIVRE                           | 4     | 1,25 / 100,00   | 0,17 |
|                         | Outros (com menos de 1,00%)     | 9     | 2,82 / 100,00   |      |
| Votos Inválidos         | Votos Inválidos                 | 35    | 10,94 / 100,00  | 5,52 |
| Total                   | Total                           | 320   | 100,00 / 100,00 |      |
| Eleitorado/Participação | Eleitorado/Participação         | 659   | 48,56 / 100,00  | 7,15 |

#### Airó
| Partido                 | Partido                                         | Votos | %               | +/-  |
| ----------------------- | ----------------------------------------------- | ----- | --------------- | ---- |
|                         | Partido Social Democrata                        | 139   | 35,19 / 100,00  | -    |
|                         | Partido Socialista                              | 136   | 34,43 / 100,00  | 4,01 |
|                         | Bloco de Esquerda                               | 24    | 6,08 / 100,00   | 3,59 |
|                         | CDS – Partido Popular                           | 19    | 4,81 / 100,00   | -    |
|                         | Pessoas–Animais–Natureza                        | 9     | 2,28 / 100,00   | 1,03 |
|                         | Coligação Democrática Unitária                  | 5     | 1,27 / 100,00   | 2,47 |
|                         | Partido Comunista dos Trabalhadores Portugueses | 5     | 1,27 / 100,00   | 0,02 |
|                         | LIVRE                                           | 4     | 1,01 / 100,00   | 0,26 |
|                         | Aliança                                         | 4     | 1,01 / 100,00   | Novo |
|                         | Outros (com menos de 1,00%)                     | 8     | 2,02 / 100,00   |      |
| Votos Inválidos         | Votos Inválidos                                 | 42    | 10,63 / 100,00  | 4,15 |
| Total                   | Total                                           | 395   | 100,00 / 100,00 |      |
| Eleitorado/Participação | Eleitorado/Participação                         | 893   | 44,23 / 100,00  | 2,24 |

#### Aldreu
| Partido                 | Partido                          | Votos | %               | +/-  |
| ----------------------- | -------------------------------- | ----- | --------------- | ---- |
|                         | Partido Socialista               | 87    | 44,85 / 100,00  | 3,22 |
|                         | Partido Social Democrata         | 41    | 21,13 / 100,00  | -    |
|                         | Bloco de Esquerda                | 11    | 5,67 / 100,00   | 4,23 |
|                         | CDS – Partido Popular            | 9     | 4,64 / 100,00   | -    |
|                         | Pessoas–Animais–Natureza         | 7     | 3,61 / 100,00   | 3,13 |
|                         | Coligação Democrática Unitária   | 3     | 1,55 / 100,00   | 2,76 |
|                         | Movimento Alternativa Socialista | 2     | 1,03 / 100,00   | 0,55 |
|                         | LIVRE                            | 2     | 1,03 / 100,00   | 1,36 |
|                         | Aliança                          | 2     | 1,03 / 100,00   | Novo |
|                         | Partido Democrático Republicano  | 2     | 1,03 / 100,00   | Novo |
|                         | Iniciativa Liberal               | 2     | 1,03 / 100,00   | Novo |
|                         | Partido Nacional Renovador       | 2     | 1,03 / 100,00   | 1,03 |
|                         | Outros (com menos de 1,00%)      | 3     | 1,56 / 100,00   |      |
| Votos Inválidos         | Votos Inválidos                  | 21    | 10,82 / 100,00  | 0,66 |
| Total                   | Total                            | 194   | 100,00 / 100,00 |      |
| Eleitorado/Participação | Eleitorado/Participação          | 710   | 27,32 / 100,00  | 1,51 |

#### Alheira e Igreja Nova
| Partido                 | Partido                     | Votos | %               | +/-  |
| ----------------------- | --------------------------- | ----- | --------------- | ---- |
|                         | Partido Social Democrata    | 250   | 50,10 / 100,00  | -    |
|                         | Partido Socialista          | 109   | 21,84 / 100,00  | 1,35 |
|                         | CDS – Partido Popular       | 21    | 4,21 / 100,00   | -    |
|                         | Bloco de Esquerda           | 14    | 2,81 / 100,00   | 1,77 |
|                         | Basta!                      | 9     | 1,80 / 100,00   | 0,06 |
|                         | Pessoas–Animais–Natureza    | 6     | 1,20 / 100,00   | 0,37 |
|                         | Aliança                     | 6     | 1,20 / 100,00   | Novo |
|                         | Iniciativa Liberal          | 5     | 1,00 / 100,00   | Novo |
|                         | Outros (com menos de 1,00%) | 19    | 3,81 / 100,00   |      |
| Votos Inválidos         | Votos Inválidos             | 60    | 12,02 / 100,00  | 2,48 |
| Total                   | Total                       | 499   | 100,00 / 100,00 |      |
| Eleitorado/Participação | Eleitorado/Participação     | 1 523 | 32,76 / 100,00  | 2,36 |

#### Alvelos
| Partido                 | Partido                          | Votos | %               | +/-  |
| ----------------------- | -------------------------------- | ----- | --------------- | ---- |
|                         | Partido Social Democrata         | 288   | 38,30 / 100,00  | -    |
|                         | Partido Socialista               | 258   | 34,31 / 100,00  | 2,68 |
|                         | Bloco de Esquerda                | 44    | 5,85 / 100,00   | 3,48 |
|                         | CDS – Partido Popular            | 28    | 3,72 / 100,00   | -    |
|                         | Pessoas–Animais–Natureza         | 18    | 2,39 / 100,00   | 1,77 |
|                         | Coligação Democrática Unitária   | 12    | 1,60 / 100,00   | 1,14 |
|                         | Movimento Alternativa Socialista | 11    | 1,46 / 100,00   | 1,21 |
|                         | Outros (com menos de 1,00%)      | 41    | 5,45 / 100,00   |      |
| Votos Inválidos         | Votos Inválidos                  | 52    | 6,91 / 100,00   | 0,69 |
| Total                   | Total                            | 752   | 100,00 / 100,00 |      |
| Eleitorado/Participação | Eleitorado/Participação          | 1 868 | 40,26 / 100,00  | 1,91 |

#### Alvito e Couto
| Partido                 | Partido                        | Votos | %               | +/-  |
| ----------------------- | ------------------------------ | ----- | --------------- | ---- |
|                         | Partido Social Democrata       | 226   | 42,32 / 100,00  | -    |
|                         | Partido Socialista             | 110   | 20,60 / 100,00  | 2,51 |
|                         | Bloco de Esquerda              | 46    | 8,61 / 100,00   | 2,56 |
|                         | CDS – Partido Popular          | 31    | 5,81 / 100,00   | -    |
|                         | Pessoas–Animais–Natureza       | 9     | 1,69 / 100,00   | 0,25 |
|                         | Coligação Democrática Unitária | 6     | 1,12 / 100,00   | 1,47 |
|                         | LIVRE                          | 6     | 1,12 / 100,00   | 0,26 |
|                         | Outros (com menos de 1,00%)    | 24    | 4,49 / 100,00   |      |
| Votos Inválidos         | Votos Inválidos                | 76    | 14,23 / 100,00  | 4,73 |
| Total                   | Total                          | 534   | 100,00 / 100,00 |      |
| Eleitorado/Participação | Eleitorado/Participação        | 1 269 | 42,08 / 100,00  | 4,59 |

#### Arcozelo
| Partido                 | Partido                          | Votos  | %               | +/-  |
| ----------------------- | -------------------------------- | ------ | --------------- | ---- |
|                         | Partido Socialista               | 1 548  | 36,08 / 100,00  | 2,44 |
|                         | Partido Social Democrata         | 752    | 17,53 / 100,00  | -    |
|                         | Bloco de Esquerda                | 502    | 11,70 / 100,00  | 5,51 |
|                         | Movimento Alternativa Socialista | 227    | 5,29 / 100,00   | 3,91 |
|                         | Coligação Democrática Unitária   | 220    | 5,13 / 100,00   | 5,24 |
|                         | Pessoas–Animais–Natureza         | 194    | 4,52 / 100,00   | 3,47 |
|                         | CDS – Partido Popular            | 168    | 3,92 / 100,00   | -    |
|                         | LIVRE                            | 51     | 1,19 / 100,00   | 0,21 |
|                         | Aliança                          | 45     | 1,05 / 100,00   | Novo |
|                         | Outros (com menos de 1,00%)      | 212    | 4,95 / 100,00   |      |
| Votos Inválidos         | Votos Inválidos                  | 371    | 8,64 / 100,00   | 1,78 |
| Total                   | Total                            | 4 290  | 100,00 / 100,00 |      |
| Eleitorado/Participação | Eleitorado/Participação          | 11 300 | 37,96 / 100,00  | 1,24 |

#### Areias
| Partido                 | Partido                         | Votos | %               | +/-  |
| ----------------------- | ------------------------------- | ----- | --------------- | ---- |
|                         | Partido Social Democrata        | 130   | 35,32 / 100,00  | -    |
|                         | Partido Socialista              | 94    | 25,68 / 100,00  | 1,86 |
|                         | CDS – Partido Popular           | 31    | 8,47 / 100,00   | -    |
|                         | Bloco de Esquerda               | 27    | 7,38 / 100,00   | 4,97 |
|                         | Pessoas–Animais–Natureza        | 9     | 2,46 / 100,00   | 1,12 |
|                         | Basta!                          | 8     | 2,19 / 100,00   | 1,66 |
|                         | Aliança                         | 7     | 1,91 / 100,00   | Novo |
|                         | Partido Democrático Republicano | 6     | 1,64 / 100,00   | Novo |
|                         | Coligação Democrática Unitária  | 5     | 1,37 / 100,00   | 2,11 |
|                         | Iniciativa Liberal              | 5     | 1,37 / 100,00   | Novo |
|                         | Outros (com menos de 1,00%)     | 10    | 2,74 / 100,00   |      |
| Votos Inválidos         | Votos Inválidos                 | 34    | 9,29 / 100,00   | 0,06 |
| Total                   | Total                           | 366   | 100,00 / 100,00 |      |
| Eleitorado/Participação | Eleitorado/Participação         | 960   | 38,13 / 100,00  | 1,24 |

#### Areias de Vilar e Encourados
| Partido                 | Partido                        | Votos | %               | +/-  |
| ----------------------- | ------------------------------ | ----- | --------------- | ---- |
|                         | Partido Social Democrata       | 238   | 37,01 / 100,00  | -    |
|                         | Partido Socialista             | 186   | 28,93 / 100,00  | 6,48 |
|                         | CDS – Partido Popular          | 68    | 10,58 / 100,00  | -    |
|                         | Bloco de Esquerda              | 31    | 4,82 / 100,00   | 1,26 |
|                         | Pessoas–Animais–Natureza       | 24    | 3,73 / 100,00   | 2,49 |
|                         | Coligação Democrática Unitária | 15    | 2,33 / 100,00   | 4,02 |
|                         | Basta!                         | 8     | 1,24 / 100,00   | 0,78 |
|                         | Outros (com menos de 1,00%)    | 36    | 5,60 / 100,00   |      |
| Votos Inválidos         | Votos Inválidos                | 37    | 5,75 / 100,00   | 1,06 |
| Total                   | Total                          | 643   | 100,00 / 100,00 |      |
| Eleitorado/Participação | Eleitorado/Participação        | 1 626 | 39,54 / 100,00  | 0,72 |

#### Balugães
| Partido                 | Partido                        | Votos | %               | +/-  |
| ----------------------- | ------------------------------ | ----- | --------------- | ---- |
|                         | Partido Social Democrata       | 125   | 37,31 / 100,00  | -    |
|                         | Partido Socialista             | 87    | 25,97 / 100,00  | 3,09 |
|                         | Bloco de Esquerda              | 25    | 7,46 / 100,00   | 3,76 |
|                         | CDS – Partido Popular          | 22    | 6,57 / 100,00   | -    |
|                         | Pessoas–Animais–Natureza       | 15    | 4,48 / 100,00   | 3,06 |
|                         | Coligação Democrática Unitária | 6     | 1,79 / 100,00   | 3,05 |
|                         | Iniciativa Liberal             | 4     | 1,19 / 100,00   | Novo |
|                         | Outros (com menos de 1,00%)    | 13    | 3,88 / 100,00   |      |
| Votos Inválidos         | Votos Inválidos                | 38    | 11,34 / 100,00  | 2,51 |
| Total                   | Total                          | 335   | 100,00 / 100,00 |      |
| Eleitorado/Participação | Eleitorado/Participação        | 762   | 43,96 / 100,00  | 1,86 |

#### Barcelinhos
| Partido                 | Partido                          | Votos | %               | +/-  |
| ----------------------- | -------------------------------- | ----- | --------------- | ---- |
|                         | Partido Socialista               | 230   | 32,12 / 100,00  | 0,80 |
|                         | Partido Social Democrata         | 193   | 26,96 / 100,00  | -    |
|                         | Bloco de Esquerda                | 62    | 8,66 / 100,00   | 3,86 |
|                         | CDS – Partido Popular            | 50    | 6,98 / 100,00   | -    |
|                         | Pessoas–Animais–Natureza         | 33    | 4,61 / 100,00   | 3,24 |
|                         | Coligação Democrática Unitária   | 27    | 3,77 / 100,00   | 5,56 |
|                         | Movimento Alternativa Socialista | 16    | 2,23 / 100,00   | 1,68 |
|                         | LIVRE                            | 10    | 1,40 / 100,00   | 0,66 |
|                         | Basta!                           | 9     | 1,26 / 100,00   | 0,58 |
|                         | Outros (com menos de 1,00%)      | 27    | 3,77 / 100,00   |      |
| Votos Inválidos         | Votos Inválidos                  | 59    | 8,24 / 100,00   | 1,77 |
| Total                   | Total                            | 716   | 100,00 / 100,00 |      |
| Eleitorado/Participação | Eleitorado/Participação          | 1 586 | 45,15 / 100,00  | 0,51 |

#### Barcelos, Vila Boa e Vila Frescainha
| Partido                 | Partido                          | Votos  | %               | +/-  |
| ----------------------- | -------------------------------- | ------ | --------------- | ---- |
|                         | Partido Socialista               | 1 530  | 34,31 / 100,00  | 0,21 |
|                         | Partido Social Democrata         | 1 048  | 23,50 / 100,00  | -    |
|                         | Bloco de Esquerda                | 519    | 11,64 / 100,00  | 6,42 |
|                         | CDS – Partido Popular            | 238    | 5,34 / 100,00   | -    |
|                         | Pessoas–Animais–Natureza         | 197    | 4,42 / 100,00   | 3,43 |
|                         | Coligação Democrática Unitária   | 170    | 3,81 / 100,00   | 5,12 |
|                         | Movimento Alternativa Socialista | 119    | 2,67 / 100,00   | 2,34 |
|                         | LIVRE                            | 66     | 1,48 / 100,00   | 0,58 |
|                         | Aliança                          | 51     | 1,14 / 100,00   | Novo |
|                         | Nós, Cidadãos!                   | 48     | 1,08 / 100,00   | Novo |
|                         | Iniciativa Liberal               | 45     | 1,01 / 100,00   | Novo |
|                         | Outros (com menos de 1,00%)      | 110    | 2,45 / 100,00   |      |
| Votos Inválidos         | Votos Inválidos                  | 318    | 7,14 / 100,00   | 0,28 |
| Total                   | Total                            | 4 459  | 100,00 / 100,00 |      |
| Eleitorado/Participação | Eleitorado/Participação          | 10 036 | 44,43 / 100,00  | 1,91 |

#### Barqueiros
| Partido                 | Partido                        | Votos | %               | +/-  |
| ----------------------- | ------------------------------ | ----- | --------------- | ---- |
|                         | Partido Social Democrata       | 209   | 40,82 / 100,00  | -    |
|                         | Partido Socialista             | 171   | 33,40 / 100,00  | 2,91 |
|                         | CDS – Partido Popular          | 31    | 6,05 / 100,00   | -    |
|                         | Pessoas–Animais–Natureza       | 19    | 3,71 / 100,00   | 3,53 |
|                         | Bloco de Esquerda              | 18    | 3,52 / 100,00   | 2,24 |
|                         | Coligação Democrática Unitária | 12    | 2,34 / 100,00   | 2,40 |
|                         | Outros (com menos de 1,00%)    | 21    | 4,10 / 100,00   |      |
| Votos Inválidos         | Votos Inválidos                | 31    | 6,06 / 100,00   | 0,32 |
| Total                   | Total                          | 512   | 100,00 / 100,00 |      |
| Eleitorado/Participação | Eleitorado/Participação        | 1 725 | 29,68 / 100,00  | 1,94 |

#### Cambeses
| Partido                 | Partido                        | Votos | %               | +/-  |
| ----------------------- | ------------------------------ | ----- | --------------- | ---- |
|                         | Partido Socialista             | 224   | 48,48 / 100,00  | 2,31 |
|                         | Partido Social Democrata       | 91    | 19,70 / 100,00  | -    |
|                         | Bloco de Esquerda              | 31    | 6,71 / 100,00   | 4,01 |
|                         | CDS – Partido Popular          | 22    | 4,76 / 100,00   | -    |
|                         | Pessoas–Animais–Natureza       | 17    | 3,68 / 100,00   | 2,78 |
|                         | Coligação Democrática Unitária | 17    | 3,68 / 100,00   | 5,98 |
|                         | LIVRE                          | 5     | 1,08 / 100,00   | 0,04 |
|                         | Outros (com menos de 1,00%)    | 18    | 3,90 / 100,00   |      |
| Votos Inválidos         | Votos Inválidos                | 37    | 8,01 / 100,00   | 1,72 |
| Total                   | Total                          | 462   | 100,00 / 100,00 |      |
| Eleitorado/Participação | Eleitorado/Participação        | 1 157 | 39,93 / 100,00  | 2,50 |

#### Campo e Tamel
| Partido                 | Partido                          | Votos | %               | +/-  |
| ----------------------- | -------------------------------- | ----- | --------------- | ---- |
|                         | Partido Social Democrata         | 222   | 39,50 / 100,00  | -    |
|                         | Partido Socialista               | 138   | 24,56 / 100,00  | 0,81 |
|                         | CDS – Partido Popular            | 39    | 6,94 / 100,00   | -    |
|                         | Pessoas–Animais–Natureza         | 19    | 3,38 / 100,00   | 3,19 |
|                         | Bloco de Esquerda                | 13    | 2,31 / 100,00   | 0,83 |
|                         | Coligação Democrática Unitária   | 6     | 1,07 / 100,00   | 3,19 |
|                         | Movimento Alternativa Socialista | 6     | 1,07 / 100,00   | 0,51 |
|                         | Aliança                          | 6     | 1,07 / 100,00   | Novo |
|                         | Outros (com menos de 1,00%)      | 21    | 3,74 / 100,00   |      |
| Votos Inválidos         | Votos Inválidos                  | 92    | 16,37 / 100,00  | 4,34 |
| Total                   | Total                            | 562   | 100,00 / 100,00 |      |
| Eleitorado/Participação | Eleitorado/Participação          | 1 338 | 42,00 / 100,00  | 2,95 |

#### Carapeços
| Partido                 | Partido                          | Votos | %               | +/-  |
| ----------------------- | -------------------------------- | ----- | --------------- | ---- |
|                         | Partido Social Democrata         | 278   | 36,68 / 100,00  | -    |
|                         | Partido Socialista               | 213   | 28,10 / 100,00  | 0,57 |
|                         | CDS – Partido Popular            | 34    | 4,49 / 100,00   | -    |
|                         | Bloco de Esquerda                | 33    | 4,35 / 100,00   | 3,35 |
|                         | Pessoas–Animais–Natureza         | 32    | 4,22 / 100,00   | 3,08 |
|                         | LIVRE                            | 21    | 2,77 / 100,00   | 1,49 |
|                         | Coligação Democrática Unitária   | 13    | 1,72 / 100,00   | 1,28 |
|                         | Movimento Alternativa Socialista | 8     | 1,06 / 100,00   | 0,49 |
|                         | Iniciativa Liberal               | 8     | 1,06 / 100,00   | Novo |
|                         | Outros (com menos de 1,00%)      | 29    | 3,83 / 100,00   |      |
| Votos Inválidos         | Votos Inválidos                  | 89    | 11,74 / 100,00  | 6,60 |
| Total                   | Total                            | 758   | 100,00 / 100,00 |      |
| Eleitorado/Participação | Eleitorado/Participação          | 1 941 | 39,05 / 100,00  | 2,52 |

#### Carreira e Fonte Coberta
| Partido                 | Partido                          | Votos | %               | +/-  |
| ----------------------- | -------------------------------- | ----- | --------------- | ---- |
|                         | Partido Socialista               | 273   | 39,39 / 100,00  | 4,37 |
|                         | Partido Social Democrata         | 198   | 28,57 / 100,00  | -    |
|                         | CDS – Partido Popular            | 41    | 5,92 / 100,00   | -    |
|                         | Bloco de Esquerda                | 32    | 4,62 / 100,00   | 3,15 |
|                         | Coligação Democrática Unitária   | 17    | 2,45 / 100,00   | 3,90 |
|                         | Pessoas–Animais–Natureza         | 16    | 2,31 / 100,00   | 1,98 |
|                         | Movimento Alternativa Socialista | 7     | 1,01 / 100,00   | 0,36 |
|                         | LIVRE                            | 7     | 1,01 / 100,00   | 0,52 |
|                         | Outros (com menos de 1,00%)      | 30    | 4,33 / 100,00   |      |
| Votos Inválidos         | Votos Inválidos                  | 72    | 10,39 / 100,00  | 0,46 |
| Total                   | Total                            | 693   | 100,00 / 100,00 |      |
| Eleitorado/Participação | Eleitorado/Participação          | 1 782 | 38,89 / 100,00  | 5,21 |

#### Carvalhal
| Partido                 | Partido                          | Votos | %               | +/-  |
| ----------------------- | -------------------------------- | ----- | --------------- | ---- |
|                         | Partido Social Democrata         | 194   | 34,83 / 100,00  | -    |
|                         | Partido Socialista               | 189   | 33,93 / 100,00  | 8,43 |
|                         | CDS – Partido Popular            | 43    | 7,72 / 100,00   | -    |
|                         | Bloco de Esquerda                | 27    | 4,85 / 100,00   | 1,87 |
|                         | Pessoas–Animais–Natureza         | 9     | 1,62 / 100,00   | 1,29 |
|                         | Movimento Alternativa Socialista | 7     | 1,26 / 100,00   | 1,09 |
|                         | Coligação Democrática Unitária   | 6     | 1,08 / 100,00   | 2,23 |
|                         | Outros (com menos de 1,00%)      | 24    | 4,31 / 100,00   |      |
| Votos Inválidos         | Votos Inválidos                  | 58    | 10,41 / 100,00  | 2,97 |
| Total                   | Total                            | 557   | 100,00 / 100,00 |      |
| Eleitorado/Participação | Eleitorado/Participação          | 1 190 | 46,81 / 100,00  | 1,86 |

#### Carvalhos
| Partido                 | Partido                          | Votos | %               | +/-  |
| ----------------------- | -------------------------------- | ----- | --------------- | ---- |
|                         | Partido Social Democrata         | 131   | 50,19 / 100,00  | -    |
|                         | Partido Socialista               | 67    | 25,67 / 100,00  | 2,01 |
|                         | CDS – Partido Popular            | 13    | 4,98 / 100,00   | -    |
|                         | Bloco de Esquerda                | 10    | 3,83 / 100,00   | 2,49 |
|                         | Pessoas–Animais–Natureza         | 9     | 3,45 / 100,00   | 2,56 |
|                         | Movimento Alternativa Socialista | 9     | 3,45 / 100,00   | 3,45 |
|                         | Coligação Democrática Unitária   | 4     | 1,53 / 100,00   | 0,19 |
|                         | Basta!                           | 4     | 1,53 / 100,00   | 0,64 |
|                         | Outros (com menos de 1,00%)      | 4     | 1,53 / 100,00   |      |
| Votos Inválidos         | Votos Inválidos                  | 10    | 3,83 / 100,00   | 3,76 |
| Total                   | Total                            | 261   | 100,00 / 100,00 |      |
| Eleitorado/Participação | Eleitorado/Participação          | 648   | 40,28 / 100,00  | 7,82 |

#### Chorente, Goios, Courel, Pedra Furada e Gueral
| Partido                 | Partido                     | Votos | %               | +/-  |
| ----------------------- | --------------------------- | ----- | --------------- | ---- |
|                         | Partido Social Democrata    | 465   | 49,00 / 100,00  | -    |
|                         | Partido Socialista          | 198   | 20,86 / 100,00  | 2,87 |
|                         | CDS – Partido Popular       | 86    | 9,06 / 100,00   | -    |
|                         | Bloco de Esquerda           | 40    | 4,21 / 100,00   | 3,02 |
|                         | Pessoas–Animais–Natureza    | 22    | 2,32 / 100,00   | 0,93 |
|                         | Aliança                     | 12    | 1,26 / 100,00   | Novo |
|                         | Outros (com menos de 1,00%) | 42    | 4,42 / 100,00   |      |
| Votos Inválidos         | Votos Inválidos             | 79    | 8,33 / 100,00   | 0,48 |
| Total                   | Total                       | 949   | 100,00 / 100,00 |      |
| Eleitorado/Participação | Eleitorado/Participação     | 2 270 | 41,81 / 100,00  | 1,42 |

#### Cossourado
| Partido                 | Partido                     | Votos | %               | +/-  |
| ----------------------- | --------------------------- | ----- | --------------- | ---- |
|                         | Partido Social Democrata    | 76    | 29,92 / 100,00  | -    |
|                         | Partido Socialista          | 70    | 27,56 / 100,00  | 7,91 |
|                         | CDS – Partido Popular       | 40    | 15,75 / 100,00  | -    |
|                         | Bloco de Esquerda           | 15    | 5,91 / 100,00   | 3,88 |
|                         | Pessoas–Animais–Natureza    | 8     | 3,15 / 100,00   | 1,80 |
|                         | Basta!                      | 7     | 2,76 / 100,00   | 1,07 |
|                         | Nós, Cidadãos!              | 6     | 2,36 / 100,00   | Novo |
|                         | LIVRE                       | 5     | 1,97 / 100,00   | 1,63 |
|                         | Outros (com menos de 1,00%) | 6     | 2,36 / 100,00   |      |
| Votos Inválidos         | Votos Inválidos             | 21    | 8,27 / 100,00   | 0,17 |
| Total                   | Total                       | 254   | 100,00 / 100,00 |      |
| Eleitorado/Participação | Eleitorado/Participação     | 780   | 32,56 / 100,00  | 3,23 |

#### Creixomil e Mariz
| Partido                 | Partido                          | Votos | %               | +/-  |
| ----------------------- | -------------------------------- | ----- | --------------- | ---- |
|                         | Partido Socialista               | 175   | 31,76 / 100,00  | 2,24 |
|                         | Partido Social Democrata         | 146   | 26,50 / 100,00  | -    |
|                         | CDS – Partido Popular            | 57    | 10,34 / 100,00  | -    |
|                         | Bloco de Esquerda                | 28    | 5,08 / 100,00   | 3,42 |
|                         | Pessoas–Animais–Natureza         | 20    | 3,63 / 100,00   | 3,21 |
|                         | Coligação Democrática Unitária   | 10    | 1,81 / 100,00   | 1,52 |
|                         | Movimento Alternativa Socialista | 9     | 1,63 / 100,00   | 1,42 |
|                         | Partido Democrático Republicano  | 7     | 1,27 / 100,00   | Novo |
|                         | Iniciativa Liberal               | 6     | 1,09 / 100,00   | Novo |
|                         | Outros (com menos de 1,00%)      | 18    | 3,26 / 100,00   |      |
| Votos Inválidos         | Votos Inválidos                  | 75    | 13,62 / 100,00  | 3,22 |
| Total                   | Total                            | 551   | 100,00 / 100,00 |      |
| Eleitorado/Participação | Eleitorado/Participação          | 1 070 | 51,50 / 100,00  | 6,37 |

#### Cristelo
| Partido                 | Partido                        | Votos | %               | +/-  |
| ----------------------- | ------------------------------ | ----- | --------------- | ---- |
|                         | Partido Social Democrata       | 189   | 40,47 / 100,00  | -    |
|                         | Partido Socialista             | 109   | 23,34 / 100,00  | 1,16 |
|                         | CDS – Partido Popular          | 53    | 11,35 / 100,00  | -    |
|                         | Bloco de Esquerda              | 34    | 7,28 / 100,00   | 5,40 |
|                         | Pessoas–Animais–Natureza       | 15    | 3,21 / 100,00   | 2,83 |
|                         | Coligação Democrática Unitária | 7     | 1,50 / 100,00   | 0,37 |
|                         | Basta!                         | 6     | 1,28 / 100,00   | 0,52 |
|                         | Outros (com menos de 1,00%)    | 16    | 3,42 / 100,00   |      |
| Votos Inválidos         | Votos Inválidos                | 38    | 8,14 / 100,00   | 0,78 |
| Total                   | Total                          | 467   | 100,00 / 100,00 |      |
| Eleitorado/Participação | Eleitorado/Participação        | 1 628 | 28,69 / 100,00  | 2,26 |

#### Durrães e Tregosa
| Partido                 | Partido                         | Votos | %               | +/-   |
| ----------------------- | ------------------------------- | ----- | --------------- | ----- |
|                         | Partido Socialista              | 182   | 34,40 / 100,00  | 11,48 |
|                         | Partido Social Democrata        | 168   | 31,76 / 100,00  | -     |
|                         | Bloco de Esquerda               | 35    | 6,62 / 100,00   | 2,56  |
|                         | CDS – Partido Popular           | 27    | 5,10 / 100,00   | -     |
|                         | Coligação Democrática Unitária  | 16    | 3,02 / 100,00   | 0,63  |
|                         | Pessoas–Animais–Natureza        | 13    | 2,46 / 100,00   | 1,65  |
|                         | Aliança                         | 6     | 1,13 / 100,00   | Novo  |
|                         | Partido Democrático Republicano | 6     | 1,13 / 100,00   | Novo  |
|                         | Outros (com menos de 1,00%)     | 18    | 3,40 / 100,00   |       |
| Votos Inválidos         | Votos Inválidos                 | 58    | 10,96 / 100,00  | 1,41  |
| Total                   | Total                           | 529   | 100,00 / 100,00 |       |
| Eleitorado/Participação | Eleitorado/Participação         | 1 243 | 42,56 / 100,00  | 3,77  |

#### Fornelos
| Partido                 | Partido                     | Votos | %               | +/-  |
| ----------------------- | --------------------------- | ----- | --------------- | ---- |
|                         | Partido Social Democrata    | 98    | 40,33 / 100,00  | -    |
|                         | CDS – Partido Popular       | 49    | 20,16 / 100,00  | -    |
|                         | Partido Socialista          | 47    | 19,34 / 100,00  | 3,57 |
|                         | Basta!                      | 7     | 2,88 / 100,00   | 2,52 |
|                         | Pessoas–Animais–Natureza    | 4     | 1,65 / 100,00   | 1,29 |
|                         | Bloco de Esquerda           | 3     | 1,23 / 100,00   | 0,95 |
|                         | Outros (com menos de 1,00%) | 8     | 3,30 / 100,00   |      |
| Votos Inválidos         | Votos Inválidos             | 27    | 11,11 / 100,00  | 3,83 |
| Total                   | Total                       | 243   | 100,00 / 100,00 |      |
| Eleitorado/Participação | Eleitorado/Participação     | 715   | 33,99 / 100,00  | 5,58 |

#### Fragoso
| Partido                 | Partido                        | Votos | %               | +/-  |
| ----------------------- | ------------------------------ | ----- | --------------- | ---- |
|                         | Partido Social Democrata       | 175   | 35,50 / 100,00  | -    |
|                         | Partido Socialista             | 165   | 33,47 / 100,00  | 1,82 |
|                         | Bloco de Esquerda              | 38    | 7,71 / 100,00   | 4,87 |
|                         | CDS – Partido Popular          | 22    | 4,46 / 100,00   | -    |
|                         | Coligação Democrática Unitária | 10    | 2,03 / 100,00   | 1,62 |
|                         | Pessoas–Animais–Natureza       | 8     | 1,62 / 100,00   | 1,01 |
|                         | Basta!                         | 5     | 1,01 / 100,00   | 0,60 |
|                         | Nós, Cidadãos!                 | 5     | 1,01 / 100,00   | Novo |
|                         | Outros (com menos de 1,00%)    | 18    | 3,65 / 100,00   |      |
| Votos Inválidos         | Votos Inválidos                | 47    | 9,53 / 100,00   | 0,21 |
| Total                   | Total                          | 493   | 100,00 / 100,00 |      |
| Eleitorado/Participação | Eleitorado/Participação        | 1 944 | 25,36 / 100,00  | 0,03 |

#### Galegos Santa Maria
| Partido                 | Partido                          | Votos | %               | +/-  |
| ----------------------- | -------------------------------- | ----- | --------------- | ---- |
|                         | Partido Social Democrata         | 489   | 42,78 / 100,00  | -    |
|                         | Partido Socialista               | 278   | 24,32 / 100,00  | 0,99 |
|                         | Bloco de Esquerda                | 68    | 5,95 / 100,00   | 2,57 |
|                         | CDS – Partido Popular            | 61    | 5,34 / 100,00   | -    |
|                         | Pessoas–Animais–Natureza         | 48    | 4,20 / 100,00   | 2,95 |
|                         | Movimento Alternativa Socialista | 17    | 1,49 / 100,00   | 1,22 |
|                         | Iniciativa Liberal               | 13    | 1,14 / 100,00   | Novo |
|                         | Outros (com menos de 1,00%)      | 67    | 5,86 / 100,00   |      |
| Votos Inválidos         | Votos Inválidos                  | 102   | 8,92 / 100,00   | 1,00 |
| Total                   | Total                            | 1 143 | 100,00 / 100,00 |      |
| Eleitorado/Participação | Eleitorado/Participação          | 2 533 | 45,12 / 100,00  | 1,74 |

#### Galegos São Martinho
| Partido                 | Partido                         | Votos | %               | +/-  |
| ----------------------- | ------------------------------- | ----- | --------------- | ---- |
|                         | Partido Social Democrata        | 212   | 38,69 / 100,00  | -    |
|                         | Partido Socialista              | 142   | 25,91 / 100,00  | 0,32 |
|                         | Bloco de Esquerda               | 43    | 7,85 / 100,00   | 5,32 |
|                         | CDS – Partido Popular           | 29    | 5,29 / 100,00   | -    |
|                         | Pessoas–Animais–Natureza        | 17    | 3,10 / 100,00   | 2,59 |
|                         | Basta!                          | 8     | 1,46 / 100,00   | 0,62 |
|                         | LIVRE                           | 7     | 1,28 / 100,00   | 0,27 |
|                         | Partido Democrático Republicano | 7     | 1,28 / 100,00   | Novo |
|                         | Outros (com menos de 1,00%)     | 21    | 3,82 / 100,00   |      |
| Votos Inválidos         | Votos Inválidos                 | 62    | 11,31 / 100,00  | 3,90 |
| Total                   | Total                           | 548   | 100,00 / 100,00 |      |
| Eleitorado/Participação | Eleitorado/Participação         | 1 722 | 31,82 / 100,00  | 1,87 |

#### Gamil e Midões
| Partido                 | Partido                          | Votos | %               | +/-  |
| ----------------------- | -------------------------------- | ----- | --------------- | ---- |
|                         | Partido Socialista               | 192   | 34,29 / 100,00  | 3,14 |
|                         | Partido Social Democrata         | 153   | 27,32 / 100,00  | -    |
|                         | Bloco de Esquerda                | 65    | 11,61 / 100,00  | 8,54 |
|                         | CDS – Partido Popular            | 29    | 5,18 / 100,00   | -    |
|                         | Pessoas–Animais–Natureza         | 20    | 3,57 / 100,00   | 2,85 |
|                         | Aliança                          | 11    | 1,96 / 100,00   | Novo |
|                         | LIVRE                            | 7     | 1,25 / 100,00   | 1,28 |
|                         | Movimento Alternativa Socialista | 6     | 1,07 / 100,00   | 0,53 |
|                         | Outros (com menos de 1,00%)      | 28    | 5,00 / 100,00   |      |
| Votos Inválidos         | Votos Inválidos                  | 49    | 8,75 / 100,00   | 0,43 |
| Total                   | Total                            | 560   | 100,00 / 100,00 |      |
| Eleitorado/Participação | Eleitorado/Participação          | 1 263 | 44,34 / 100,00  | 0,36 |

#### Gilmonde
| Partido                 | Partido                        | Votos | %               | +/-  |
| ----------------------- | ------------------------------ | ----- | --------------- | ---- |
|                         | Partido Social Democrata       | 242   | 40,20 / 100,00  | -    |
|                         | Partido Socialista             | 152   | 25,25 / 100,00  | 2,80 |
|                         | Bloco de Esquerda              | 31    | 5,15 / 100,00   | 3,14 |
|                         | CDS – Partido Popular          | 31    | 5,15 / 100,00   | -    |
|                         | Pessoas–Animais–Natureza       | 19    | 3,16 / 100,00   | 2,66 |
|                         | Coligação Democrática Unitária | 10    | 1,66 / 100,00   | 2,19 |
|                         | Aliança                        | 8     | 1,33 / 100,00   | Novo |
|                         | Basta!                         | 7     | 1,16 / 100,00   | 0,15 |
|                         | Outros (com menos de 1,00%)    | 28    | 4,65 / 100,00   |      |
| Votos Inválidos         | Votos Inválidos                | 74    | 12,29 / 100,00  | 4,92 |
| Total                   | Total                          | 602   | 100,00 / 100,00 |      |
| Eleitorado/Participação | Eleitorado/Participação        | 1 431 | 42,07 / 100,00  | 1,07 |

#### Lama
| Partido                 | Partido                          | Votos | %               | +/-  |
| ----------------------- | -------------------------------- | ----- | --------------- | ---- |
|                         | Partido Social Democrata         | 185   | 41,67 / 100,00  | -    |
|                         | Partido Socialista               | 91    | 20,50 / 100,00  | 0,07 |
|                         | CDS – Partido Popular            | 47    | 10,59 / 100,00  | -    |
|                         | Bloco de Esquerda                | 22    | 4,95 / 100,00   | 1,29 |
|                         | Pessoas–Animais–Natureza         | 17    | 3,83 / 100,00   | 2,54 |
|                         | Coligação Democrática Unitária   | 6     | 1,35 / 100,00   | 0,06 |
|                         | Movimento Alternativa Socialista | 5     | 1,13 / 100,00   | 1,13 |
|                         | LIVRE                            | 5     | 1,13 / 100,00   | 0,91 |
|                         | Outros (com menos de 1,00%)      | 22    | 4,96 / 100,00   |      |
| Votos Inválidos         | Votos Inválidos                  | 44    | 9,91 / 100,00   | 1,95 |
| Total                   | Total                            | 444   | 100,00 / 100,00 |      |
| Eleitorado/Participação | Eleitorado/Participação          | 1 134 | 39,15 / 100,00  | 0,53 |

#### Lijó
| Partido                 | Partido                        | Votos | %               | +/-  |
| ----------------------- | ------------------------------ | ----- | --------------- | ---- |
|                         | Partido Social Democrata       | 310   | 35,80 / 100,00  | -    |
|                         | Partido Socialista             | 224   | 25,87 / 100,00  | 0,92 |
|                         | CDS – Partido Popular          | 61    | 7,04 / 100,00   | -    |
|                         | Bloco de Esquerda              | 53    | 6,12 / 100,00   | 2,91 |
|                         | Pessoas–Animais–Natureza       | 42    | 4,85 / 100,00   | 3,61 |
|                         | Coligação Democrática Unitária | 13    | 1,50 / 100,00   | 1,81 |
|                         | LIVRE                          | 13    | 1,50 / 100,00   | 0,36 |
|                         | Nós, Cidadãos!                 | 9     | 1,04 / 100,00   | Novo |
|                         | Outros (com menos de 1,00%)    | 38    | 4,39 / 100,00   |      |
| Votos Inválidos         | Votos Inválidos                | 103   | 11,89 / 100,00  | 3,40 |
| Total                   | Total                          | 866   | 100,00 / 100,00 |      |
| Eleitorado/Participação | Eleitorado/Participação        | 2 050 | 42,24 / 100,00  | 4,49 |

#### Macieira de Rates
| Partido                 | Partido                     | Votos | %               | +/-  |
| ----------------------- | --------------------------- | ----- | --------------- | ---- |
|                         | Partido Social Democrata    | 376   | 51,44 / 100,00  | -    |
|                         | CDS – Partido Popular       | 132   | 18,06 / 100,00  | -    |
|                         | Partido Socialista          | 80    | 10,94 / 100,00  | 0,61 |
|                         | Bloco de Esquerda           | 19    | 2,60 / 100,00   | 0,81 |
|                         | Pessoas–Animais–Natureza    | 8     | 1,06 / 100,00   | 0,13 |
|                         | Basta!                      | 8     | 1,06 / 100,00   | 0,32 |
|                         | Outros (com menos de 1,00%) | 50    | 6,84 / 100,00   |      |
| Votos Inválidos         | Votos Inválidos             | 58    | 7,93 / 100,00   | 2,01 |
| Total                   | Total                       | 731   | 100,00 / 100,00 |      |
| Eleitorado/Participação | Eleitorado/Participação     | 1 591 | 45,95 / 100,00  | 0,12 |

#### Manhente
| Partido                 | Partido                          | Votos | %               | +/-  |
| ----------------------- | -------------------------------- | ----- | --------------- | ---- |
|                         | Partido Social Democrata         | 252   | 35,44 / 100,00  | -    |
|                         | Partido Socialista               | 179   | 25,18 / 100,00  | 0,24 |
|                         | Bloco de Esquerda                | 52    | 7,31 / 100,00   | 2,31 |
|                         | CDS – Partido Popular            | 31    | 4,36 / 100,00   | -    |
|                         | Pessoas–Animais–Natureza         | 18    | 2,53 / 100,00   | 1,42 |
|                         | Coligação Democrática Unitária   | 13    | 1,83 / 100,00   | 2,61 |
|                         | Movimento Alternativa Socialista | 13    | 1,83 / 100,00   | 1,14 |
|                         | Basta!                           | 13    | 1,83 / 100,00   | 0,72 |
|                         | Iniciativa Liberal               | 13    | 1,83 / 100,00   | Novo |
|                         | Aliança                          | 12    | 1,69 / 100,00   | Novo |
|                         | LIVRE                            | 10    | 1,41 / 100,00   | 0,30 |
|                         | Nós, Cidadãos!                   | 9     | 1,27 / 100,00   | Novo |
|                         | Outros (com menos de 1,00%)      | 22    | 3,10 / 100,00   |      |
| Votos Inválidos         | Votos Inválidos                  | 87    | 12,24 / 100,00  | 5,30 |
| Total                   | Total                            | 711   | 100,00 / 100,00 |      |
| Eleitorado/Participação | Eleitorado/Participação          | 1 661 | 42,81 / 100,00  | 0,05 |

#### Martim
| Partido                 | Partido                        | Votos | %               | +/-  |
| ----------------------- | ------------------------------ | ----- | --------------- | ---- |
|                         | Partido Social Democrata       | 248   | 36,26 / 100,00  | -    |
|                         | Partido Socialista             | 217   | 31,73 / 100,00  | 2,87 |
|                         | Bloco de Esquerda              | 36    | 5,26 / 100,00   | 3,10 |
|                         | Pessoas–Animais–Natureza       | 31    | 4,53 / 100,00   | 3,30 |
|                         | CDS – Partido Popular          | 28    | 4,09 / 100,00   | -    |
|                         | Coligação Democrática Unitária | 21    | 3,07 / 100,00   | 4,34 |
|                         | Basta!                         | 13    | 1,90 / 100,00   | 0,67 |
|                         | LIVRE                          | 7     | 1,02 / 100,00   | 0,25 |
|                         | Outros (com menos de 1,00%)    | 28    | 4,09 / 100,00   |      |
| Votos Inválidos         | Votos Inválidos                | 55    | 8,04 / 100,00   | 0,79 |
| Total                   | Total                          | 684   | 100,00 / 100,00 |      |
| Eleitorado/Participação | Eleitorado/Participação        | 1 966 | 34,79 / 100,00  | 3,26 |

#### Milhazes, Vilar de Figos e Faria
| Partido                 | Partido                          | Votos | %               | +/-  |
| ----------------------- | -------------------------------- | ----- | --------------- | ---- |
|                         | Partido Social Democrata         | 331   | 40,91 / 100,00  | -    |
|                         | Partido Socialista               | 171   | 21,14 / 100,00  | 0,99 |
|                         | CDS – Partido Popular            | 87    | 10,75 / 100,00  | -    |
|                         | Bloco de Esquerda                | 49    | 6,06 / 100,00   | 3,88 |
|                         | Pessoas–Animais–Natureza         | 25    | 3,09 / 100,00   | 2,32 |
|                         | Basta!                           | 15    | 1,85 / 100,00   | 1,08 |
|                         | Coligação Democrática Unitária   | 11    | 1,36 / 100,00   | 1,59 |
|                         | Movimento Alternativa Socialista | 10    | 1,24 / 100,00   | 0,85 |
|                         | LIVRE                            | 10    | 1,24 / 100,00   | 0,08 |
|                         | Outros (com menos de 1,00%)      | 28    | 3,46 / 100,00   |      |
| Votos Inválidos         | Votos Inválidos                  | 72    | 8,90 / 100,00   | 1,71 |
| Total                   | Total                            | 809   | 100,00 / 100,00 |      |
| Eleitorado/Participação | Eleitorado/Participação          | 1 867 | 43,33 / 100,00  | 2,52 |

#### Moure
| Partido                 | Partido                          | Votos | %               | +/-  |
| ----------------------- | -------------------------------- | ----- | --------------- | ---- |
|                         | Partido Social Democrata         | 108   | 33,44 / 100,00  | -    |
|                         | Partido Socialista               | 99    | 30,65 / 100,00  | 4,23 |
|                         | CDS – Partido Popular            | 19    | 5,88 / 100,00   | -    |
|                         | Coligação Democrática Unitária   | 13    | 4,02 / 100,00   | 3,70 |
|                         | Bloco de Esquerda                | 7     | 2,17 / 100,00   | 0,30 |
|                         | Pessoas–Animais–Natureza         | 7     | 2,17 / 100,00   | 1,24 |
|                         | LIVRE                            | 6     | 1,86 / 100,00   | 0,32 |
|                         | Aliança                          | 6     | 1,86 / 100,00   | Novo |
|                         | Basta!                           | 5     | 1,55 / 100,00   | 1,55 |
|                         | Movimento Alternativa Socialista | 4     | 1,24 / 100,00   | 0,93 |
|                         | Partido Trabalhista Português    | 4     | 1,24 / 100,00   | 1,24 |
|                         | Outros (com menos de 1,00%)      | 7     | 2,17 / 100,00   |      |
| Votos Inválidos         | Votos Inválidos                  | 38    | 11,77 / 100,00  | 5,60 |
| Total                   | Total                            | 323   | 100,00 / 100,00 |      |
| Eleitorado/Participação | Eleitorado/Participação          | 804   | 40,17 / 100,00  | 0,46 |

#### Negreiros e Chavão
| Partido                 | Partido                        | Votos | %               | +/-  |
| ----------------------- | ------------------------------ | ----- | --------------- | ---- |
|                         | Partido Social Democrata       | 483   | 57,30 / 100,00  | -    |
|                         | Partido Socialista             | 106   | 12,57 / 100,00  | 1,21 |
|                         | CDS – Partido Popular          | 79    | 9,37 / 100,00   | -    |
|                         | Bloco de Esquerda              | 26    | 3,08 / 100,00   | 1,69 |
|                         | Pessoas–Animais–Natureza       | 11    | 1,30 / 100,00   | 0,55 |
|                         | Basta!                         | 11    | 1,30 / 100,00   | 0,87 |
|                         | Coligação Democrática Unitária | 10    | 1,19 / 100,00   | 0,42 |
|                         | Outros (com menos de 1,00%)    | 39    | 4,63 / 100,00   |      |
| Votos Inválidos         | Votos Inválidos                | 78    | 9,25 / 100,00   | 4,65 |
| Total                   | Total                          | 843   | 100,00 / 100,00 |      |
| Eleitorado/Participação | Eleitorado/Participação        | 2 060 | 40,92 / 100,00  | 3,34 |

#### Oliveira
| Partido                 | Partido                       | Votos | %               | +/-  |
| ----------------------- | ----------------------------- | ----- | --------------- | ---- |
|                         | Partido Social Democrata      | 126   | 34,33 / 100,00  | -    |
|                         | Partido Socialista            | 94    | 25,61 / 100,00  | 8,73 |
|                         | CDS – Partido Popular         | 35    | 9,54 / 100,00   | -    |
|                         | Bloco de Esquerda             | 21    | 5,72 / 100,00   | 1,63 |
|                         | Pessoas–Animais–Natureza      | 13    | 3,54 / 100,00   | 2,01 |
|                         | LIVRE                         | 5     | 1,36 / 100,00   | 0,08 |
|                         | Aliança                       | 5     | 1,36 / 100,00   | Novo |
|                         | Nós, Cidadãos!                | 4     | 1,09 / 100,00   | Novo |
|                         | Partido Trabalhista Português | 4     | 1,09 / 100,00   | 0,32 |
|                         | Outros (com menos de 1,00%)   | 8     | 2,18 / 100,00   |      |
| Votos Inválidos         | Votos Inválidos               | 52    | 14,17 / 100,00  | 7,01 |
| Total                   | Total                         | 367   | 100,00 / 100,00 |      |
| Eleitorado/Participação | Eleitorado/Participação       | 948   | 38,71 / 100,00  | 2,49 |

#### Palme
| Partido                 | Partido                     | Votos | %               | +/-  |
| ----------------------- | --------------------------- | ----- | --------------- | ---- |
|                         | Partido Social Democrata    | 115   | 47,52 / 100,00  | -    |
|                         | Partido Socialista          | 57    | 23,55 / 100,00  | 8,77 |
|                         | CDS – Partido Popular       | 20    | 8,26 / 100,00   | -    |
|                         | Bloco de Esquerda           | 13    | 5,37 / 100,00   | 3,54 |
|                         | Pessoas–Animais–Natureza    | 7     | 2,89 / 100,00   | 2,28 |
|                         | Outros (com menos de 1,00%) | 13    | 5,37 / 100,00   |      |
| Votos Inválidos         | Votos Inválidos             | 17    | 7,03 / 100,00   | 0,02 |
| Total                   | Total                       | 242   | 100,00 / 100,00 |      |
| Eleitorado/Participação | Eleitorado/Participação     | 928   | 26,08 / 100,00  | 7,84 |

#### Panque
| Partido                 | Partido                        | Votos | %               | +/-  |
| ----------------------- | ------------------------------ | ----- | --------------- | ---- |
|                         | Partido Social Democrata       | 97    | 48,02 / 100,00  | -    |
|                         | Partido Socialista             | 36    | 17,82 / 100,00  | 0,61 |
|                         | Bloco de Esquerda              | 12    | 5,94 / 100,00   | 4,08 |
|                         | CDS – Partido Popular          | 11    | 5,45 / 100,00   | -    |
|                         | Coligação Democrática Unitária | 6     | 2,97 / 100,00   | 0,75 |
|                         | Pessoas–Animais–Natureza       | 5     | 2,48 / 100,00   | 2,01 |
|                         | Aliança                        | 3     | 1,49 / 100,00   | Novo |
|                         | Outros (com menos de 1,00%)    | 5     | 2,48 / 100,00   |      |
| Votos Inválidos         | Votos Inválidos                | 27    | 13,37 / 100,00  | 6,86 |
| Total                   | Total                          | 202   | 100,00 / 100,00 |      |
| Eleitorado/Participação | Eleitorado/Participação        | 626   | 32,27 / 100,00  | 0,96 |

#### Paradela
| Partido                 | Partido                     | Votos | %               | +/-  |
| ----------------------- | --------------------------- | ----- | --------------- | ---- |
|                         | Partido Social Democrata    | 110   | 46,61 / 100,00  | -    |
|                         | Partido Socialista          | 63    | 26,69 / 100,00  | 9,10 |
|                         | CDS – Partido Popular       | 17    | 7,20 / 100,00   | -    |
|                         | Bloco de Esquerda           | 11    | 4,66 / 100,00   | 4,25 |
|                         | Pessoas–Animais–Natureza    | 6     | 2,54 / 100,00   | 1,16 |
|                         | Aliança                     | 3     | 1,27 / 100,00   | Novo |
|                         | Outros (com menos de 1,00%) | 10    | 4,24 / 100,00   |      |
| Votos Inválidos         | Votos Inválidos             | 16    | 6,78 / 100,00   | 0,23 |
| Total                   | Total                       | 236   | 100,00 / 100,00 |      |
| Eleitorado/Participação | Eleitorado/Participação     | 721   | 32,73 / 100,00  | 7,21 |

#### Pereira
| Partido                 | Partido                          | Votos | %               | +/-  |
| ----------------------- | -------------------------------- | ----- | --------------- | ---- |
|                         | Partido Social Democrata         | 191   | 34,60 / 100,00  | -    |
|                         | Partido Socialista               | 183   | 33,15 / 100,00  | 3,15 |
|                         | CDS – Partido Popular            | 42    | 7,61 / 100,00   | -    |
|                         | Bloco de Esquerda                | 32    | 5,80 / 100,00   | 3,56 |
|                         | Pessoas–Animais–Natureza         | 9     | 1,63 / 100,00   | 0,25 |
|                         | LIVRE                            | 9     | 1,63 / 100,00   | 1,11 |
|                         | Movimento Alternativa Socialista | 7     | 1,27 / 100,00   | 0,58 |
|                         | Partido Nacional Renovador       | 7     | 1,27 / 100,00   | 1,27 |
|                         | Outros (com menos de 1,00%)      | 21    | 3,81 / 100,00   |      |
| Votos Inválidos         | Votos Inválidos                  | 51    | 9,24 / 100,00   | 0,07 |
| Total                   | Total                            | 552   | 100,00 / 100,00 |      |
| Eleitorado/Participação | Eleitorado/Participação          | 1 131 | 48,81 / 100,00  | 1,15 |

#### Perelhal
| Partido                 | Partido                     | Votos | %               | +/-   |
| ----------------------- | --------------------------- | ----- | --------------- | ----- |
|                         | Partido Social Democrata    | 95    | 14,44 / 100,00  | -     |
|                         | Partido Socialista          | 94    | 14,29 / 100,00  | 11,42 |
|                         | Bloco de Esquerda           | 19    | 2,89 / 100,00   | 0,26  |
|                         | CDS – Partido Popular       | 17    | 2,58 / 100,00   | -     |
|                         | Pessoas–Animais–Natureza    | 8     | 1,22 / 100,00   | 0,80  |
|                         | Outros (com menos de 1,00%) | 34    | 5,16 / 100,00   |       |
| Votos Inválidos         | Votos Inválidos             | 391   | 59,43 / 100,00  | 50,52 |
| Total                   | Total                       | 658   | 100,00 / 100,00 |       |
| Eleitorado/Participação | Eleitorado/Participação     | 1 543 | 42,64 / 100,00  | 10,58 |

#### Pousa
| Partido                 | Partido                        | Votos | %               | +/-  |
| ----------------------- | ------------------------------ | ----- | --------------- | ---- |
|                         | Partido Socialista             | 230   | 32,58 / 100,00  | 2,30 |
|                         | Partido Social Democrata       | 219   | 31,02 / 100,00  | -    |
|                         | Pessoas–Animais–Natureza       | 56    | 7,93 / 100,00   | 5,54 |
|                         | CDS – Partido Popular          | 47    | 6,66 / 100,00   | -    |
|                         | Bloco de Esquerda              | 38    | 5,38 / 100,00   | 2,56 |
|                         | Coligação Democrática Unitária | 12    | 1,70 / 100,00   | 2,67 |
|                         | Nós, Cidadãos!                 | 11    | 1,56 / 100,00   | Novo |
|                         | LIVRE                          | 8     | 1,13 / 100,00   | 0,57 |
|                         | Outros (com menos de 1,00%)    | 36    | 5,10 / 100,00   |      |
| Votos Inválidos         | Votos Inválidos                | 49    | 6,94 / 100,00   | 0,75 |
| Total                   | Total                          | 706   | 100,00 / 100,00 |      |
| Eleitorado/Participação | Eleitorado/Participação        | 1 964 | 35,95 / 100,00  | 1,80 |

#### Quintiães e Aguiar
| Partido                 | Partido                         | Votos | %               | +/-  |
| ----------------------- | ------------------------------- | ----- | --------------- | ---- |
|                         | Partido Social Democrata        | 148   | 38,44 / 100,00  | -    |
|                         | Partido Socialista              | 87    | 22,60 / 100,00  | 2,93 |
|                         | CDS – Partido Popular           | 35    | 9,09 / 100,00   | -    |
|                         | Bloco de Esquerda               | 24    | 6,23 / 100,00   | 3,25 |
|                         | Pessoas–Animais–Natureza        | 22    | 5,71 / 100,00   | 3,37 |
|                         | Coligação Democrática Unitária  | 6     | 1,56 / 100,00   | 1,63 |
|                         | Basta!                          | 6     | 1,56 / 100,00   | 0,71 |
|                         | Partido Democrático Republicano | 4     | 1,04 / 100,00   | Novo |
|                         | Outros (com menos de 1,00%)     | 10    | 2,60 / 100,00   |      |
| Votos Inválidos         | Votos Inválidos                 | 43    | 11,17 / 100,00  | 3,94 |
| Total                   | Total                           | 385   | 100,00 / 100,00 |      |
| Eleitorado/Participação | Eleitorado/Participação         | 1 024 | 37,60 / 100,00  | 4,25 |

#### Remelhe
| Partido                 | Partido                        | Votos | %               | +/-  |
| ----------------------- | ------------------------------ | ----- | --------------- | ---- |
|                         | Partido Social Democrata       | 172   | 36,44 / 100,00  | -    |
|                         | Partido Socialista             | 91    | 19,28 / 100,00  | 2,85 |
|                         | CDS – Partido Popular          | 64    | 13,56 / 100,00  | -    |
|                         | Bloco de Esquerda              | 27    | 5,72 / 100,00   | 3,59 |
|                         | Coligação Democrática Unitária | 14    | 2,97 / 100,00   | 2,35 |
|                         | Pessoas–Animais–Natureza       | 9     | 1,91 / 100,00   | 1,70 |
|                         | Aliança                        | 7     | 1,48 / 100,00   | Novo |
|                         | LIVRE                          | 5     | 1,06 / 100,00   | 0,43 |
|                         | Outros (com menos de 1,00%)    | 23    | 4,87 / 100,00   |      |
| Votos Inválidos         | Votos Inválidos                | 60    | 12,71 / 100,00  | 3,35 |
| Total                   | Total                          | 472   | 100,00 / 100,00 |      |
| Eleitorado/Participação | Eleitorado/Participação        | 1 234 | 38,25 / 100,00  | 0,74 |

#### Rio Covo Santa Eugénia
| Partido                 | Partido                        | Votos | %               | +/-  |
| ----------------------- | ------------------------------ | ----- | --------------- | ---- |
|                         | Partido Socialista             | 184   | 33,89 / 100,00  | 4,36 |
|                         | Partido Social Democrata       | 145   | 26,70 / 100,00  | -    |
|                         | Bloco de Esquerda              | 48    | 8,84 / 100,00   | 6,44 |
|                         | Pessoas–Animais–Natureza       | 25    | 4,60 / 100,00   | 3,91 |
|                         | CDS – Partido Popular          | 24    | 4,42 / 100,00   | -    |
|                         | Coligação Democrática Unitária | 18    | 3,31 / 100,00   | 2,35 |
|                         | Basta!                         | 13    | 2,39 / 100,00   | 1,88 |
|                         | Outros (com menos de 1,00%)    | 29    | 5,34 / 100,00   |      |
| Votos Inválidos         | Votos Inválidos                | 57    | 10,50 / 100,00  | 2,61 |
| Total                   | Total                          | 543   | 100,00 / 100,00 |      |
| Eleitorado/Participação | Eleitorado/Participação        | 1 389 | 39,09 / 100,00  | 2,55 |

#### Roriz
| Partido                 | Partido                                         | Votos | %               | +/-  |
| ----------------------- | ----------------------------------------------- | ----- | --------------- | ---- |
|                         | Partido Social Democrata                        | 326   | 46,24 / 100,00  | -    |
|                         | Partido Socialista                              | 145   | 20,57 / 100,00  | 6,47 |
|                         | CDS – Partido Popular                           | 59    | 8,37 / 100,00   | -    |
|                         | Bloco de Esquerda                               | 27    | 3,83 / 100,00   | 1,89 |
|                         | Pessoas–Animais–Natureza                        | 15    | 2,13 / 100,00   | 1,48 |
|                         | Movimento Alternativa Socialista                | 10    | 1,42 / 100,00   | 1,26 |
|                         | Coligação Democrática Unitária                  | 9     | 1,28 / 100,00   | 2,12 |
|                         | LIVRE                                           | 9     | 1,28 / 100,00   | 1,15 |
|                         | Partido Comunista dos Trabalhadores Portugueses | 8     | 1,13 / 100,00   | 0,16 |
|                         | Outros (com menos de 1,00%)                     | 28    | 3,97 / 100,00   |      |
| Votos Inválidos         | Votos Inválidos                                 | 69    | 9,78 / 100,00   | 0,86 |
| Total                   | Total                                           | 705   | 100,00 / 100,00 |      |
| Eleitorado/Participação | Eleitorado/Participação                         | 1 866 | 37,78 / 100,00  | 3,97 |

#### Sequeade e Bastuço
| Partido                 | Partido                        | Votos | %               | +/-  |
| ----------------------- | ------------------------------ | ----- | --------------- | ---- |
|                         | Partido Socialista             | 231   | 38,18 / 100,00  | 1,58 |
|                         | Partido Social Democrata       | 168   | 27,77 / 100,00  | -    |
|                         | CDS – Partido Popular          | 41    | 6,78 / 100,00   | -    |
|                         | Bloco de Esquerda              | 27    | 4,46 / 100,00   | 2,05 |
|                         | Pessoas–Animais–Natureza       | 18    | 2,98 / 100,00   | 1,37 |
|                         | Coligação Democrática Unitária | 18    | 2,98 / 100,00   | 1,51 |
|                         | Basta!                         | 11    | 1,82 / 100,00   | 1,02 |
|                         | LIVRE                          | 7     | 1,16 / 100,00   | 0,36 |
|                         | Outros (com menos de 1,00%)    | 23    | 3,80 / 100,00   |      |
| Votos Inválidos         | Votos Inválidos                | 61    | 10,09 / 100,00  | 3,03 |
| Total                   | Total                          | 605   | 100,00 / 100,00 |      |
| Eleitorado/Participação | Eleitorado/Participação        | 1 707 | 35,44 / 100,00  | 0,46 |

#### Silva
| Partido                 | Partido                          | Votos | %               | +/-   |
| ----------------------- | -------------------------------- | ----- | --------------- | ----- |
|                         | Partido Socialista               | 181   | 42,19 / 100,00  | 10,63 |
|                         | Partido Social Democrata         | 106   | 24,71 / 100,00  | -     |
|                         | Bloco de Esquerda                | 31    | 7,23 / 100,00   | 5,67  |
|                         | Pessoas–Animais–Natureza         | 18    | 4,20 / 100,00   | 3,09  |
|                         | CDS – Partido Popular            | 17    | 3,96 / 100,00   | -     |
|                         | Nós, Cidadãos!                   | 13    | 3,03 / 100,00   | Novo  |
|                         | Coligação Democrática Unitária   | 10    | 2,33 / 100,00   | 0,56  |
|                         | LIVRE                            | 6     | 1,40 / 100,00   | 0,51  |
|                         | Movimento Alternativa Socialista | 5     | 1,17 / 100,00   | 0,28  |
|                         | Outros (com menos de 1,00%)      | 9     | 2,10 / 100,00   |       |
| Votos Inválidos         | Votos Inválidos                  | 33    | 7,69 / 100,00   | 1,87  |
| Total                   | Total                            | 429   | 100,00 / 100,00 |       |
| Eleitorado/Participação | Eleitorado/Participação          | 820   | 52,32 / 100,00  | 1,51  |

#### Silveiros e Rio Covo Santa Eulália
| Partido                 | Partido                          | Votos | %               | +/-  |
| ----------------------- | -------------------------------- | ----- | --------------- | ---- |
|                         | Partido Socialista               | 240   | 34,38 / 100,00  | 4,89 |
|                         | Partido Social Democrata         | 222   | 31,81 / 100,00  | -    |
|                         | CDS – Partido Popular            | 42    | 6,02 / 100,00   | -    |
|                         | Bloco de Esquerda                | 35    | 5,01 / 100,00   | 2,30 |
|                         | Pessoas–Animais–Natureza         | 25    | 3,58 / 100,00   | 2,58 |
|                         | Coligação Democrática Unitária   | 15    | 2,15 / 100,00   | 5,11 |
|                         | Basta!                           | 14    | 2,01 / 100,00   | 1,30 |
|                         | Movimento Alternativa Socialista | 9     | 1,29 / 100,00   | 1,15 |
|                         | LIVRE                            | 9     | 1,29 / 100,00   | 0,29 |
|                         | Aliança                          | 9     | 1,29 / 100,00   | Novo |
|                         | Iniciativa Liberal               | 7     | 1,00 / 100,00   | Novo |
|                         | Outros (com menos de 1,00%)      | 19    | 2,72 / 100,00   |      |
| Votos Inválidos         | Votos Inválidos                  | 52    | 7,45 / 100,00   | 0,10 |
| Total                   | Total                            | 698   | 100,00 / 100,00 |      |
| Eleitorado/Participação | Eleitorado/Participação          | 1 815 | 38,46 / 100,00  | 0,49 |

#### Tamel Santa Leocádia e Vilar do Monte
| Partido                 | Partido                          | Votos | %               | +/-  |
| ----------------------- | -------------------------------- | ----- | --------------- | ---- |
|                         | Partido Social Democrata         | 146   | 33,41 / 100,00  | -    |
|                         | Partido Socialista               | 119   | 27,23 / 100,00  | 8,97 |
|                         | Bloco de Esquerda                | 24    | 5,49 / 100,00   | 3,75 |
|                         | CDS – Partido Popular            | 19    | 4,35 / 100,00   | -    |
|                         | Pessoas–Animais–Natureza         | 15    | 3,43 / 100,00   | 2,56 |
|                         | Coligação Democrática Unitária   | 10    | 2,29 / 100,00   | 2,06 |
|                         | Aliança                          | 7     | 1,60 / 100,00   | Novo |
|                         | Movimento Alternativa Socialista | 6     | 1,37 / 100,00   | 0,72 |
|                         | Iniciativa Liberal               | 5     | 1,14 / 100,00   | Novo |
|                         | Outros (com menos de 1,00%)      | 21    | 4,81 / 100,00   |      |
| Votos Inválidos         | Votos Inválidos                  | 65    | 14,88 / 100,00  | 4,44 |
| Total                   | Total                            | 437   | 100,00 / 100,00 |      |
| Eleitorado/Participação | Eleitorado/Participação          | 1 187 | 36,82 / 100,00  | 0,58 |

#### Tamel São Veríssimo
| Partido                 | Partido                          | Votos | %               | +/-  |
| ----------------------- | -------------------------------- | ----- | --------------- | ---- |
|                         | Partido Socialista               | 386   | 39,67 / 100,00  | 2,89 |
|                         | Partido Social Democrata         | 246   | 25,28 / 100,00  | -    |
|                         | Bloco de Esquerda                | 123   | 12,64 / 100,00  | 6,31 |
|                         | CDS – Partido Popular            | 38    | 3,91 / 100,00   | -    |
|                         | Pessoas–Animais–Natureza         | 28    | 2,88 / 100,00   | 2,51 |
|                         | Coligação Democrática Unitária   | 21    | 2,16 / 100,00   | 2,03 |
|                         | Movimento Alternativa Socialista | 17    | 1,75 / 100,00   | 1,47 |
|                         | Basta!                           | 10    | 1,03 / 100,00   | 0,19 |
|                         | Outros (com menos de 1,00%)      | 33    | 3,39 / 100,00   |      |
| Votos Inválidos         | Votos Inválidos                  | 71    | 7,30 / 100,00   | 1,06 |
| Total                   | Total                            | 973   | 100,00 / 100,00 |      |
| Eleitorado/Participação | Eleitorado/Participação          | 2 635 | 36,93 / 100,00  | 2,86 |

#### Ucha
| Partido                 | Partido                        | Votos | %               | +/-  |
| ----------------------- | ------------------------------ | ----- | --------------- | ---- |
|                         | Partido Socialista             | 185   | 35,31 / 100,00  | 7,00 |
|                         | Partido Social Democrata       | 172   | 32,82 / 100,00  | -    |
|                         | CDS – Partido Popular          | 27    | 5,15 / 100,00   | -    |
|                         | Bloco de Esquerda              | 19    | 3,63 / 100,00   | 0,32 |
|                         | Coligação Democrática Unitária | 12    | 2,29 / 100,00   | 0,65 |
|                         | Pessoas–Animais–Natureza       | 11    | 2,10 / 100,00   | 1,18 |
|                         | Outros (com menos de 1,00%)    | 17    | 3,25 / 100,00   |      |
| Votos Inválidos         | Votos Inválidos                | 81    | 15,46 / 100,00  | 5,35 |
| Total                   | Total                          | 524   | 100,00 / 100,00 |      |
| Eleitorado/Participação | Eleitorado/Participação        | 1 299 | 40,34 / 100,00  | 0,87 |

#### Várzea
| Partido                 | Partido                        | Votos | %               | +/-  |
| ----------------------- | ------------------------------ | ----- | --------------- | ---- |
|                         | Partido Socialista             | 247   | 42,59 / 100,00  | 2,10 |
|                         | Partido Social Democrata       | 150   | 25,86 / 100,00  | -    |
|                         | CDS – Partido Popular          | 33    | 5,69 / 100,00   | -    |
|                         | Bloco de Esquerda              | 29    | 5,00 / 100,00   | 3,05 |
|                         | Pessoas–Animais–Natureza       | 24    | 4,14 / 100,00   | 3,33 |
|                         | Coligação Democrática Unitária | 13    | 2,24 / 100,00   | 1,02 |
|                         | Aliança                        | 7     | 1,21 / 100,00   | Novo |
|                         | Outros (com menos de 1,00%)    | 25    | 4,31 / 100,00   |      |
| Votos Inválidos         | Votos Inválidos                | 52    | 8,97 / 100,00   | 0,01 |
| Total                   | Total                          | 580   | 100,00 / 100,00 |      |
| Eleitorado/Participação | Eleitorado/Participação        | 1 611 | 36,00 / 100,00  | 2,89 |

#### Viatodos, Grimancelos, Minhotães e Monte de Fralães
| Partido                 | Partido                        | Votos | %               | +/-  |
| ----------------------- | ------------------------------ | ----- | --------------- | ---- |
|                         | Partido Social Democrata       | 526   | 35,54 / 100,00  | -    |
|                         | Partido Socialista             | 472   | 31,89 / 100,00  | 3,21 |
|                         | CDS – Partido Popular          | 139   | 9,39 / 100,00   | -    |
|                         | Bloco de Esquerda              | 99    | 6,69 / 100,00   | 4,23 |
|                         | Pessoas–Animais–Natureza       | 42    | 2,84 / 100,00   | 2,43 |
|                         | Coligação Democrática Unitária | 19    | 1,28 / 100,00   | 1,94 |
|                         | Outros (com menos de 1,00%)    | 68    | 4,59 / 100,00   |      |
| Votos Inválidos         | Votos Inválidos                | 115   | 7,77 / 100,00   | 0,37 |
| Total                   | Total                          | 1 480 | 100,00 / 100,00 |      |
| Eleitorado/Participação | Eleitorado/Participação        | 3 410 | 43,40 / 100,00  | 2,07 |

#### Vila Cova e Feitos
| Partido                 | Partido                          | Votos | %               | +/-  |
| ----------------------- | -------------------------------- | ----- | --------------- | ---- |
|                         | Partido Social Democrata         | 297   | 35,53 / 100,00  | -    |
|                         | Partido Socialista               | 235   | 28,11 / 100,00  | 6,20 |
|                         | CDS – Partido Popular            | 64    | 7,66 / 100,00   | -    |
|                         | Bloco de Esquerda                | 33    | 3,95 / 100,00   | 2,86 |
|                         | Pessoas–Animais–Natureza         | 24    | 2,87 / 100,00   | 2,02 |
|                         | Coligação Democrática Unitária   | 13    | 1,56 / 100,00   | 0,62 |
|                         | LIVRE                            | 10    | 1,20 / 100,00   | 0,25 |
|                         | Aliança                          | 10    | 1,20 / 100,00   | Novo |
|                         | Basta!                           | 10    | 1,20 / 100,00   | 0,13 |
|                         | Nós, Cidadãos!                   | 10    | 1,20 / 100,00   | Novo |
|                         | Movimento Alternativa Socialista | 9     | 1,08 / 100,00   | 0,84 |
|                         | Outros (com menos de 1,00%)      | 20    | 2,40 / 100,00   |      |
| Votos Inválidos         | Votos Inválidos                  | 101   | 12,08 / 100,00  | 3,37 |
| Total                   | Total                            | 836   | 100,00 / 100,00 |      |
| Eleitorado/Participação | Eleitorado/Participação          | 2 253 | 37,11 / 100,00  | 1,48 |

#### Vila Seca
| Partido                 | Partido                          | Votos | %               | +/-  |
| ----------------------- | -------------------------------- | ----- | --------------- | ---- |
|                         | Partido Social Democrata         | 175   | 41,57 / 100,00  | -    |
|                         | Partido Socialista               | 90    | 21,38 / 100,00  | 1,21 |
|                         | CDS – Partido Popular            | 32    | 7,60 / 100,00   | -    |
|                         | Bloco de Esquerda                | 26    | 6,18 / 100,00   | 5,14 |
|                         | Pessoas–Animais–Natureza         | 11    | 2,61 / 100,00   | 1,57 |
|                         | LIVRE                            | 10    | 2,38 / 100,00   | 0,30 |
|                         | Movimento Alternativa Socialista | 6     | 1,43 / 100,00   | 0,60 |
|                         | Nós, Cidadãos!                   | 5     | 1,19 / 100,00   | Novo |
|                         | Partido Democrático Republicano  | 5     | 1,19 / 100,00   | Novo |
|                         | Outros (com menos de 1,00%)      | 13    | 3,09 / 100,00   |      |
| Votos Inválidos         | Votos Inválidos                  | 48    | 11,40 / 100,00  | 4,33 |
| Total                   | Total                            | 421   | 100,00 / 100,00 |      |
| Eleitorado/Participação | Eleitorado/Participação          | 1 018 | 41,36 / 100,00  | 2,73 |